# Marius Beul

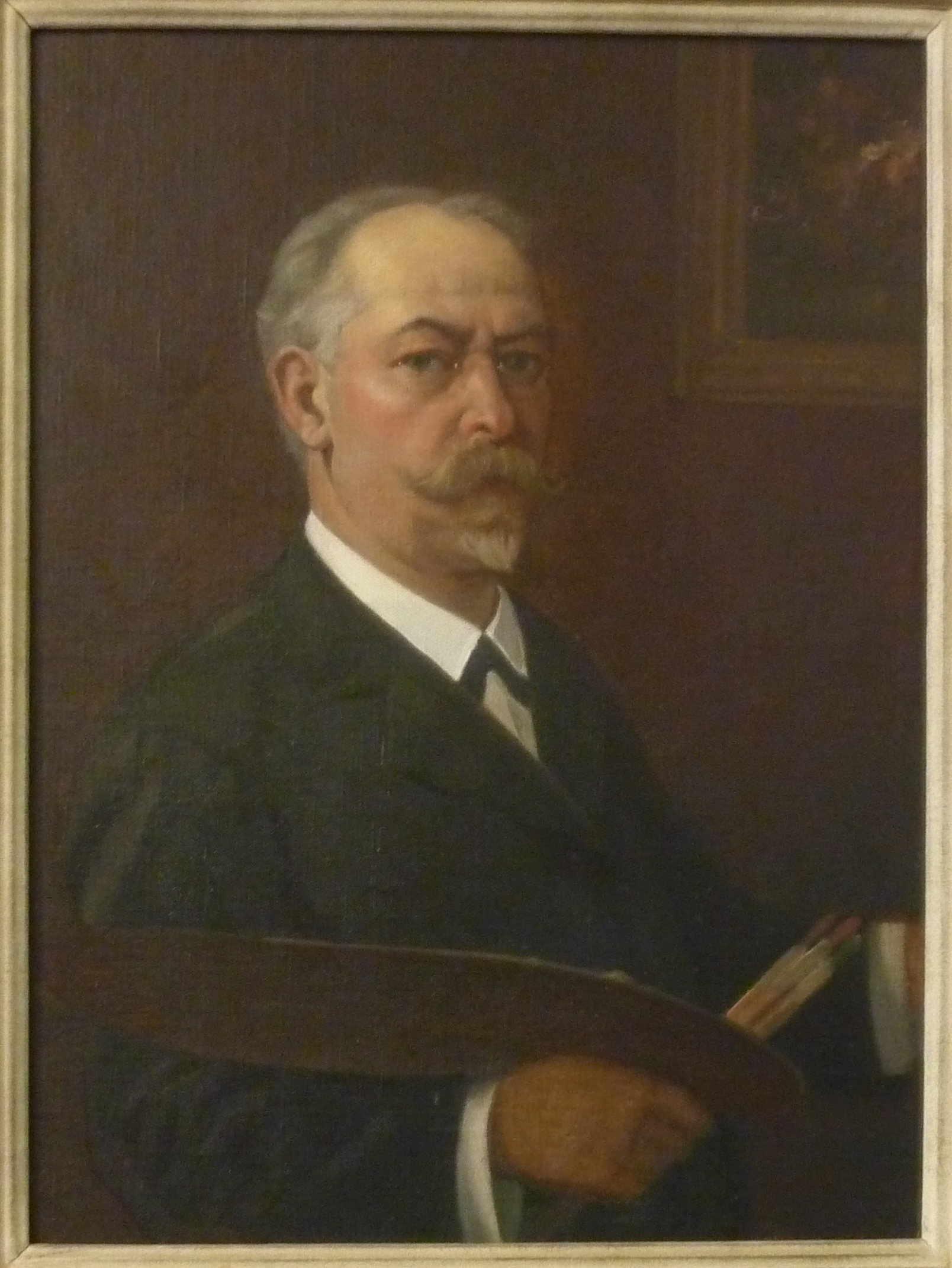
Selbstporträt

Josef Marius Beul (* 7. Oktober 1849 in Lachen SZ; † 29. Mai 1914 in Zürich) war ein Schweizer Dekorations- und Kunstmaler.
Josef Marius Beul wuchs als Sohn des Spenglermeisters Johann Anton Beul (1811–1873) an der Zürcherstrasse in Lachen auf. Seinen ersten Zeichenunterricht erhielt er an der Bezirksschule vom Kunstmaler Georg Anton Gangyner (1807–1876). Beul erlernte in Wädenswil zuerst den Beruf des Dekorationsmalers und bildete sich in Paris und München weiter. Arbeits- und Studienaufenthalte führten ihn nach Italien, Wien, Budapest und in den Nahen Osten. In Bethlehem arbeitete er mehrere Jahre als Illustrator für europäische Zeitschriften.
Nach seiner Rückkehr arbeitete er mit dem Berner Dekorationsmaler Gerandi zusammen. 1877 heiratete Beul Fridoline Diethelm (1848–1913), die Tochter des angesehenen Bankiers und Richters Josef Anton Diethelm (1809–1877).
1888 liess sich Beul in Zürich nieder, wo er zu einem angesehenen Kirchenmaler wurde. Unter anderem malte er in den Kirchen von Obersaxen, Lachen, Rorschach, Rapperswil SG, Mels und Reichenburg.

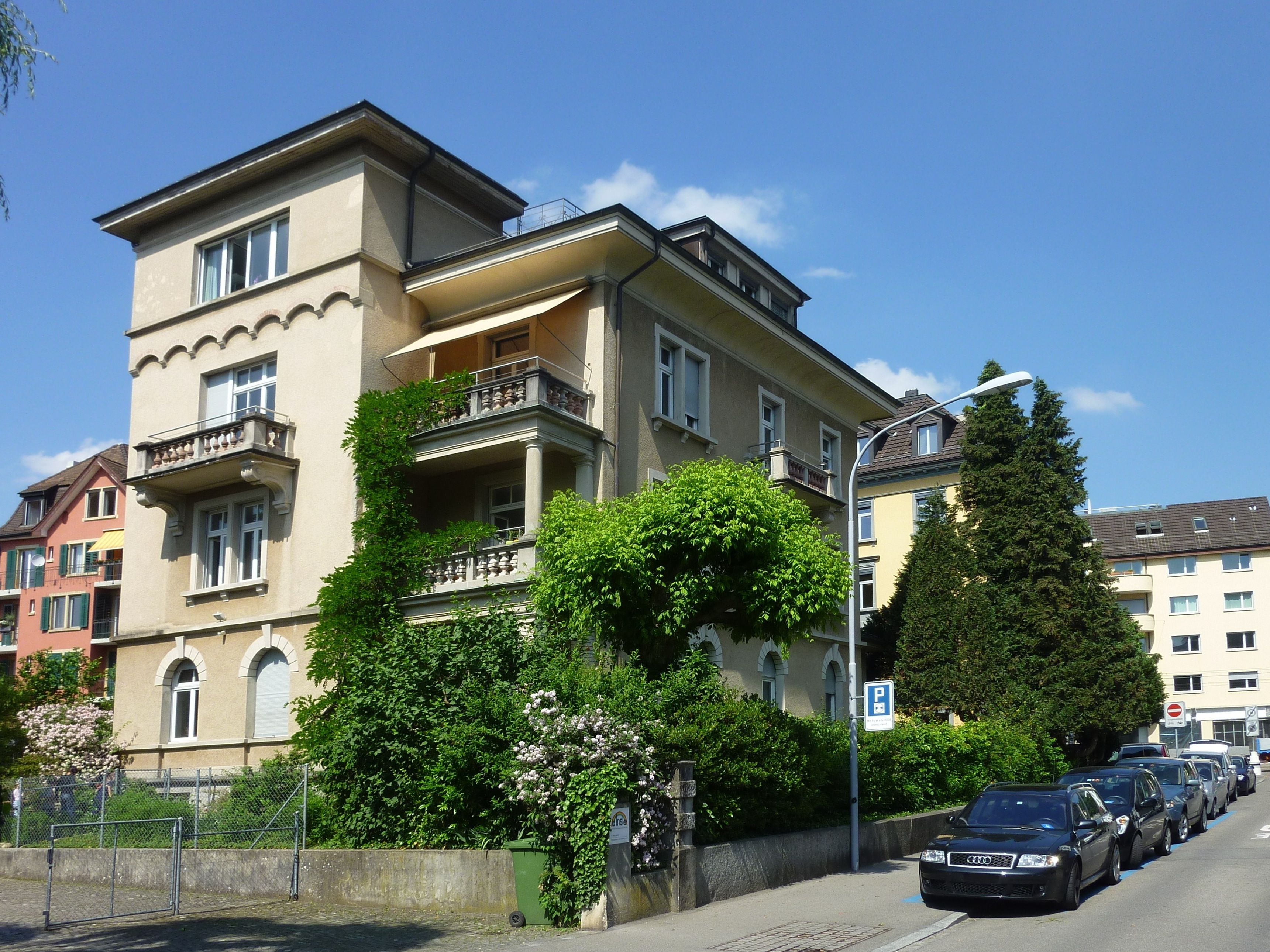
Beuls Wohnhaus an der Signaustrasse in Zürich

1895 liess er sich an der Signaustrasse 9 in Riesbach in Zürich ein Mehrfamilienhaus im Stil eines italienischen Renaissancepalastes mit Atelier bauen. Er befasste sich nun mehrheitlich mit Dekorationen von Profanbauten und liess zeitweise über 30 Maler für sich arbeiten. Zudem wirkte er nach wie vor als Kirchenmaler sowie als Porträtist und Maler von Stillleben und Landschaften. Als Porträtist malte er vor allem Personen aus dem Freundes- und Familienkreis.
Das Ehepaar Beul-Diethelm hatte vier Kinder, die das Erwachsenenalter erreichten; zwei Söhne starben im Alter von vier und dreizehn Jahren. Sohn Hermann (1878–1918) wurde ebenfalls Maler, der unter anderen auch seine Schwestern Hedwig (1879–1961), Frieda (1888–1975) und Bertha Julia (1890–1965) porträtierte. Hermanns Sohn Artur war der bekannte Liederkomponist Artur Beul.
Marius Beul starb im Alter von 64 Jahren in Zürich an den Folgen eines Hirnschlags. In Lachen wurde der Beulweg nach ihm benannt.

## Galerie

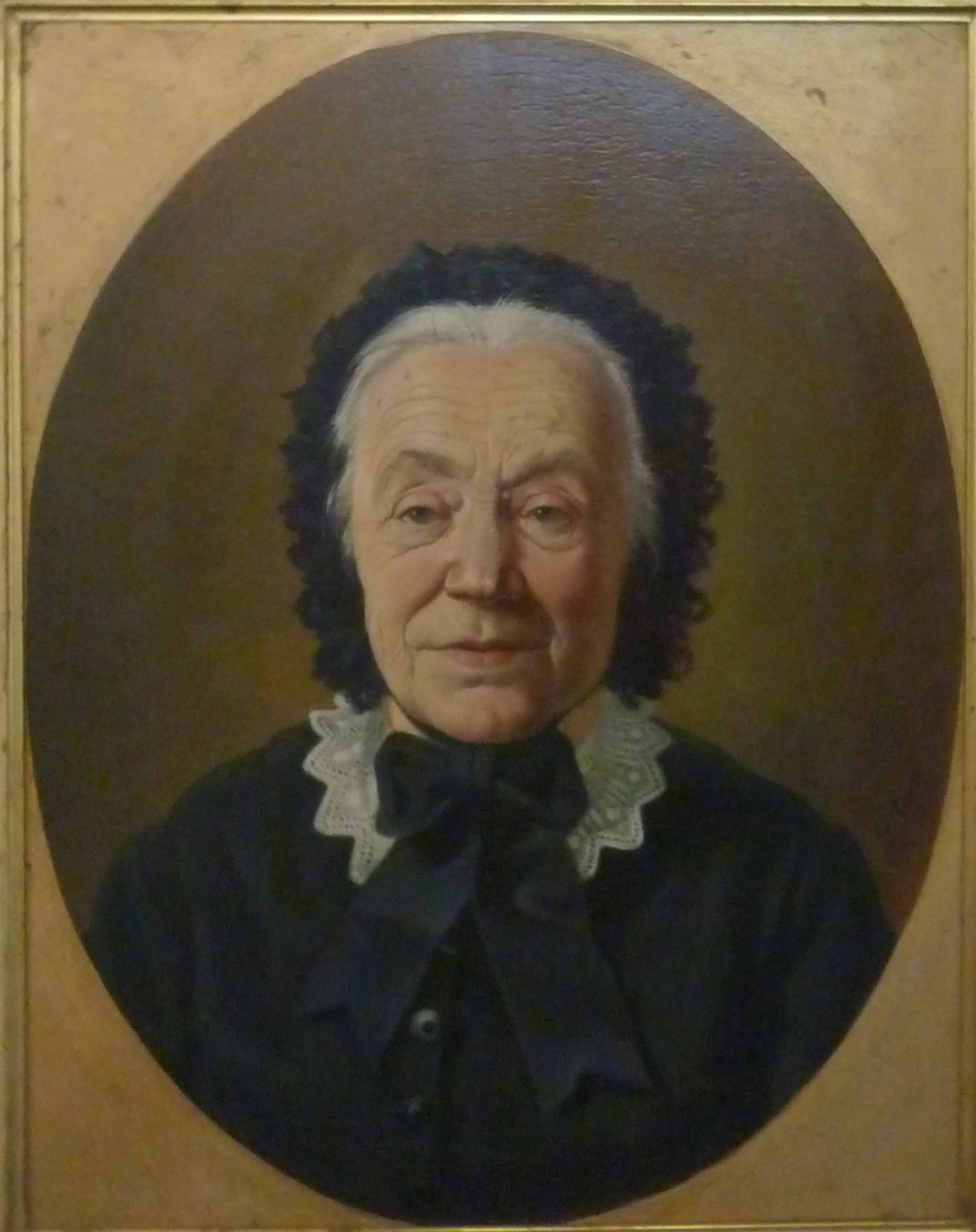
Cousine Elisabeth
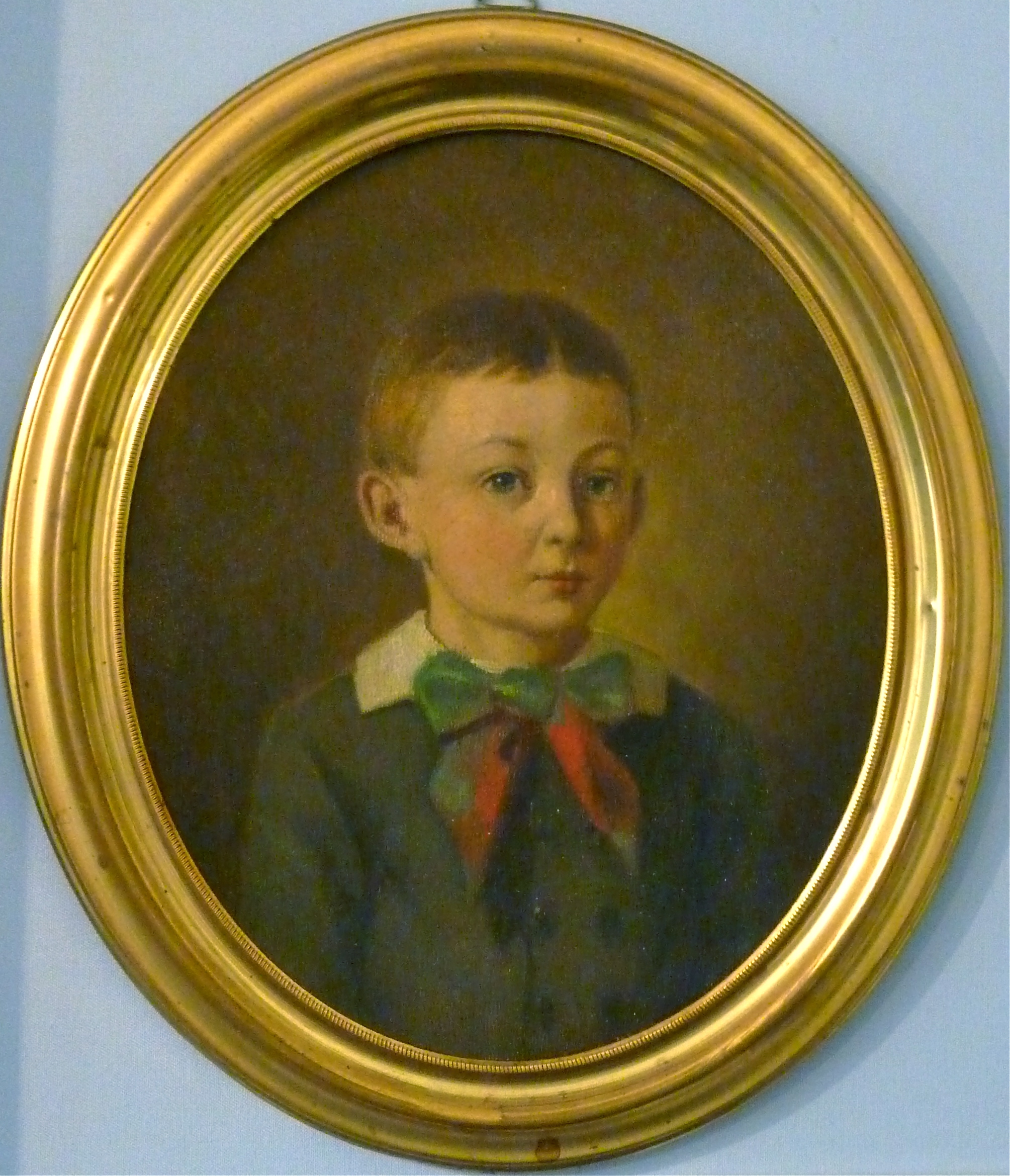
Sohn Hermann Beul
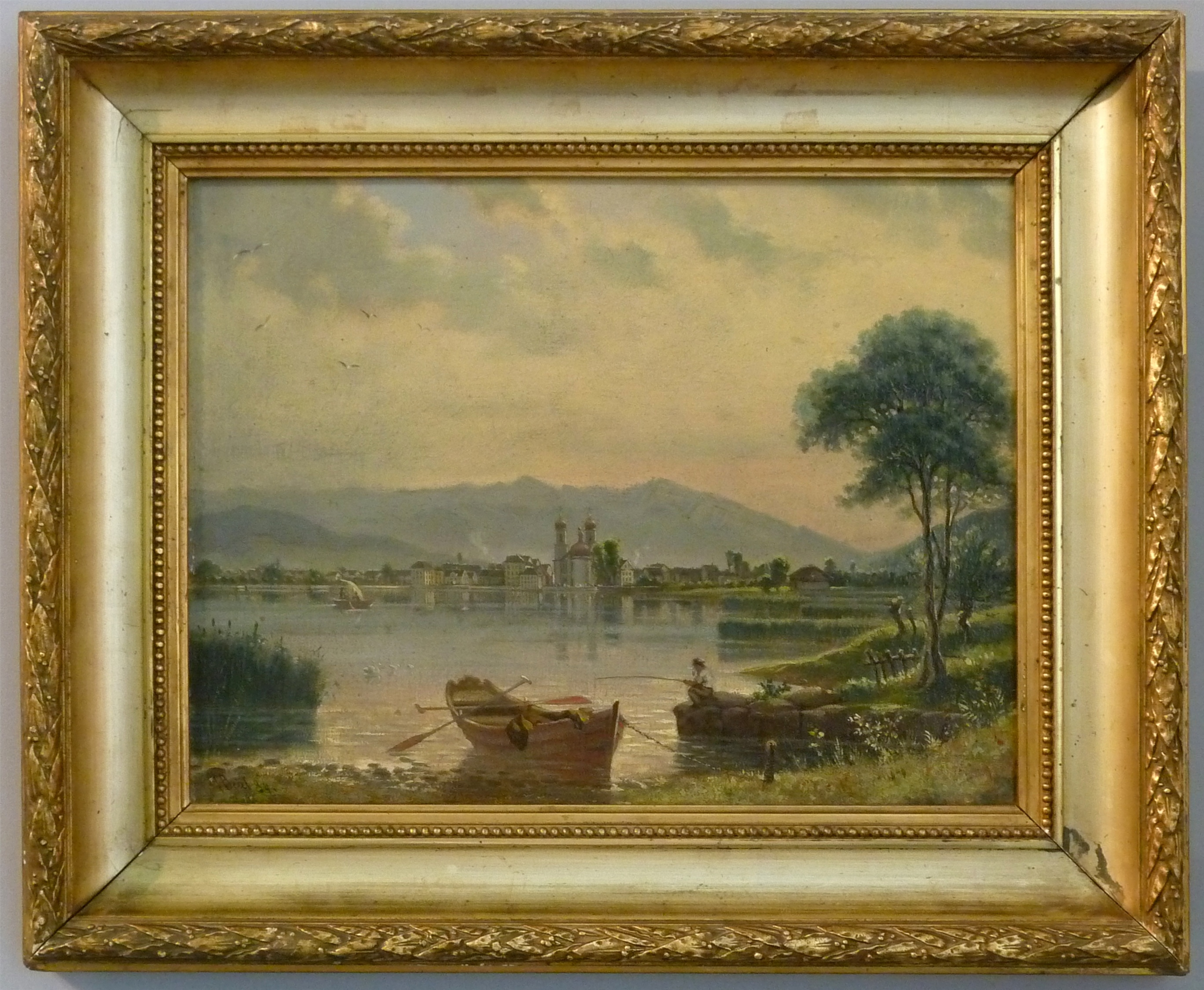
Lachen am Zürichsee
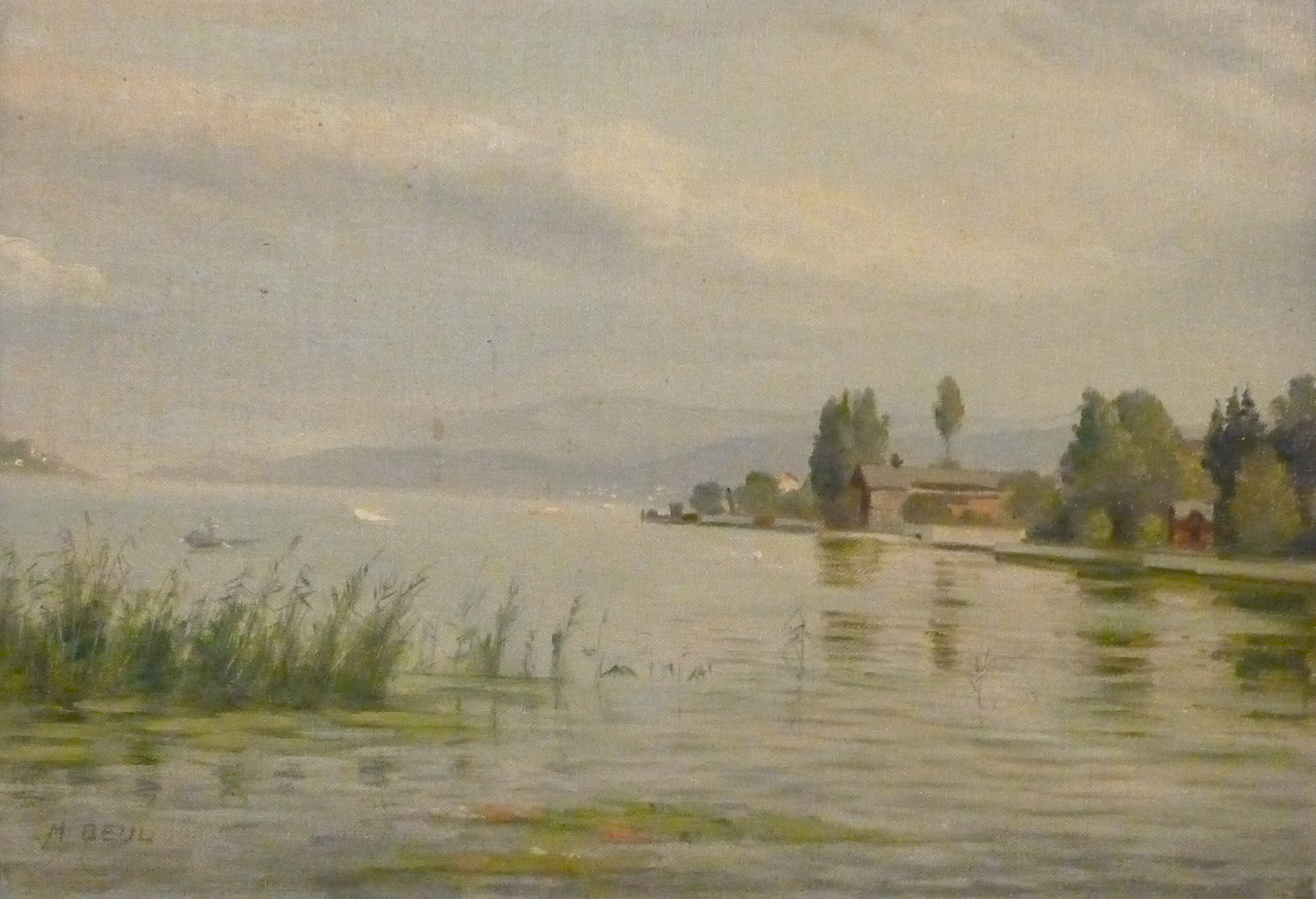
Zürichsee